# 宏钟杜鹃
宏钟杜鹃（学名：Rhododendron wightii）为杜鹃花科杜鹃花属下的一个种。

## 扩展阅读
- 維基物種上的相關：宏钟杜鹃